# Sobekhotep V
Sobekhotep V – władca starożytnego Egiptu, 25. król XIII dynastii z czasów Drugiego Okresu Przejściowego.
Prawdopodobnie panował w latach 1685-1680 p.n.e. Prawdopodobnie był synem Sobekhotepa IV i królowej Czan. Może na to wskazywać wspólne przedstawienie obu postaci - króla Sobekhotepe i księcia Sobekhotepa na inskrypcji w Wadi el-Hudi. Żoną Sobekhotepa V była prawdopodobnie Chaesnub. Król wzmiankowany jest na tablicy królewskiej w Karnaku oraz na Kanonie Turyńskim, według którego rządy sprawował cztery lata, osiem miesięcy i 29 dni. 

## Tytulatura
| M23 · X1 | L2 · X1 |

| M23 · X1 | L2 · X1 |

| ra | mr | Htp · t · p |

| ra | mr | Htp · t · p |

| ra | mr | Htp · t · p |

| ra | mr | Htp · t · p |

| M23 · X1 | L2 · X1 |

| M23 · X1 | L2 · X1 |

| ra | mr | Htp · t · p |

| ra | mr | Htp · t · p |

| ra | mr | Htp · t · p |

| ra | mr | Htp · t · p |

| G39 | N5 |

| G39 | N5 |

| I4 | Htp · t · p |

| I4 | Htp · t · p |

| I4 | Htp · t · p |

| I4 | Htp · t · p |

| G39 | N5 |

| G39 | N5 |

| I4 | Htp · t · p |

| I4 | Htp · t · p |

| I4 | Htp · t · p |

| I4 | Htp · t · p |